# 斑鳩大塚古墳
斑鳩大塚古墳（いかるがおおつかこふん）は、奈良県生駒郡斑鳩町法隆寺南にある古墳。形状は円墳。史跡指定はされていない。

## 概要
奈良盆地北西部、法隆寺の南約800メートルの水田地帯（標高約45メートル）に位置する大型円墳である。墳丘は開墾で改変されているほか、1954年（昭和29年）に墳頂部における忠霊碑建設工事で副葬品が出土して調査され、2013-2017年（平成25-29年）に測量調査・発掘調査が実施されている。
墳形は円形で、直径約43メートルを測る。墳丘東側には長さ約3メートル・幅11.6メートルの張出部を付し、張出部を含めた墳丘長は約46メートルを測る。墳丘の段築は不明。墳丘外表では葺石のほか、円筒埴輪（鰭付円筒埴輪・朝顔形埴輪含む）・形象埴輪（家形・蓋形・盾形埴輪など）が認められる。また墳丘周囲には幅約8.9メートル・深さ約0.8メートルの周溝が巡らされる。埋葬施設は墳頂部における粘土槨で、昭和29年に調査されている。長さ約7.5メートル・幅1.5メートルを測り、内部には直径約0.6メートルの割竹形木棺を据えたとみられる。粘土槨は東頭位とみられ、工事の際に銅鏡2・石釧・管玉・筒形銅器・武器・武具が出土している。なお、粘土槨は墳丘中心からやや南に偏っているため、別の埋葬施設の存在が推定される（中心部から大きくは外れないため、単独埋葬の可能性もある）。
築造時期は、古墳時代中期の5世紀初頭頃と推定される。石釧・筒形銅器という前期古墳に特徴的な遺物と、三角板革綴短甲という中期古墳に特徴的な遺物が共伴することで特色を示す古墳であり、同時期に各地で出現する新興的勢力の武人としての被葬者像が想定される。
- 墳丘（北側）
- 墳丘（南側）
- 墳頂部の忠霊碑

## 遺跡歴
- 明治年間の『大和国古墳墓取調書』に記載。
- 戦後、開墾で墳丘の改変。
- 1954年（昭和29年）、墳頂部における忠霊碑建設工事の際に墳丘削平・副葬品出土。緊急発掘調査（奈良県教育委員会、1958年に報告）。
- 2013-2017年（平成25-29年）、測量調査・発掘調査（奈良大学・斑鳩町教育委員会、2025年に総括報告）[2]。
  - 2013年、測量調査・地中レーダー探査（2014年に報告）。
  - 2014年、第1次発掘調査（2015年に報告）。
  - 2015年、第2次発掘調査（2016年に報告）。
  - 2016年、第3次発掘調査（2017年に報告）。
  - 2017年、第4次発掘調査（2018年に報告）。

## 出土品
昭和29年に粘土槨から出土した副葬品は次の通り。
- 銅鏡
  - 斜縁二神二獣鏡 1 - 3世紀前半頃の作で、長期保有鏡か。
  - 鋸歯文縁鏡 1
- 石釧 1
- 管玉 1
- 筒形銅器 1
- 武器
  - 鉄製刀剣 3以上 - 粘土槨西側（足側）小口に集積。
  - 鉄鏃 14以上
- 武具
  - 三角板革綴短甲
  - 肩甲
  - 頸甲

以上のほか、墳丘周囲の発掘調査では、円筒埴輪（鰭付円筒埴輪・朝顔形埴輪含む）・形象埴輪（家形・蓋形・盾形埴輪など）が出土している。

## 関連施設
- 奈良県立橿原考古学研究所附属博物館（橿原市畝傍町） - 斑鳩大塚古墳の出土品を保管。

## 関連文献
（記事執筆に使用していない関連文献）
- 調査報告書
  - 『奈良県史跡名勝天然記念物調査抄報』 第10輯、奈良県教育委員会、1958年。
  - 『斑鳩大塚古墳発掘調査報告書I』奈良大学文学部文化財学科〈奈良大学考古学研究調査報告書第19冊〉、2015年。 - リンクは奈良文化財研究所「全国文化財総覧」。

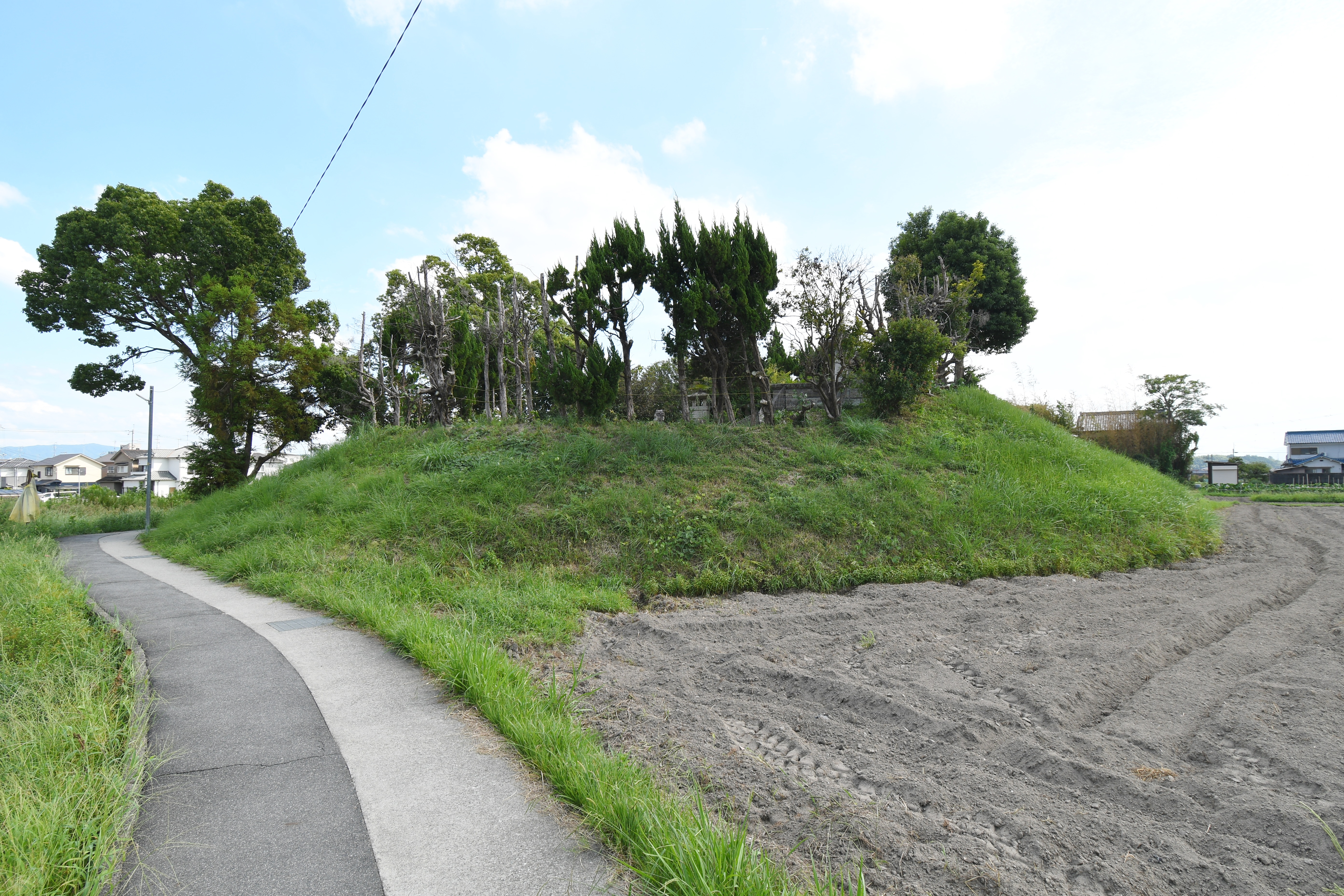
墳丘（北側）
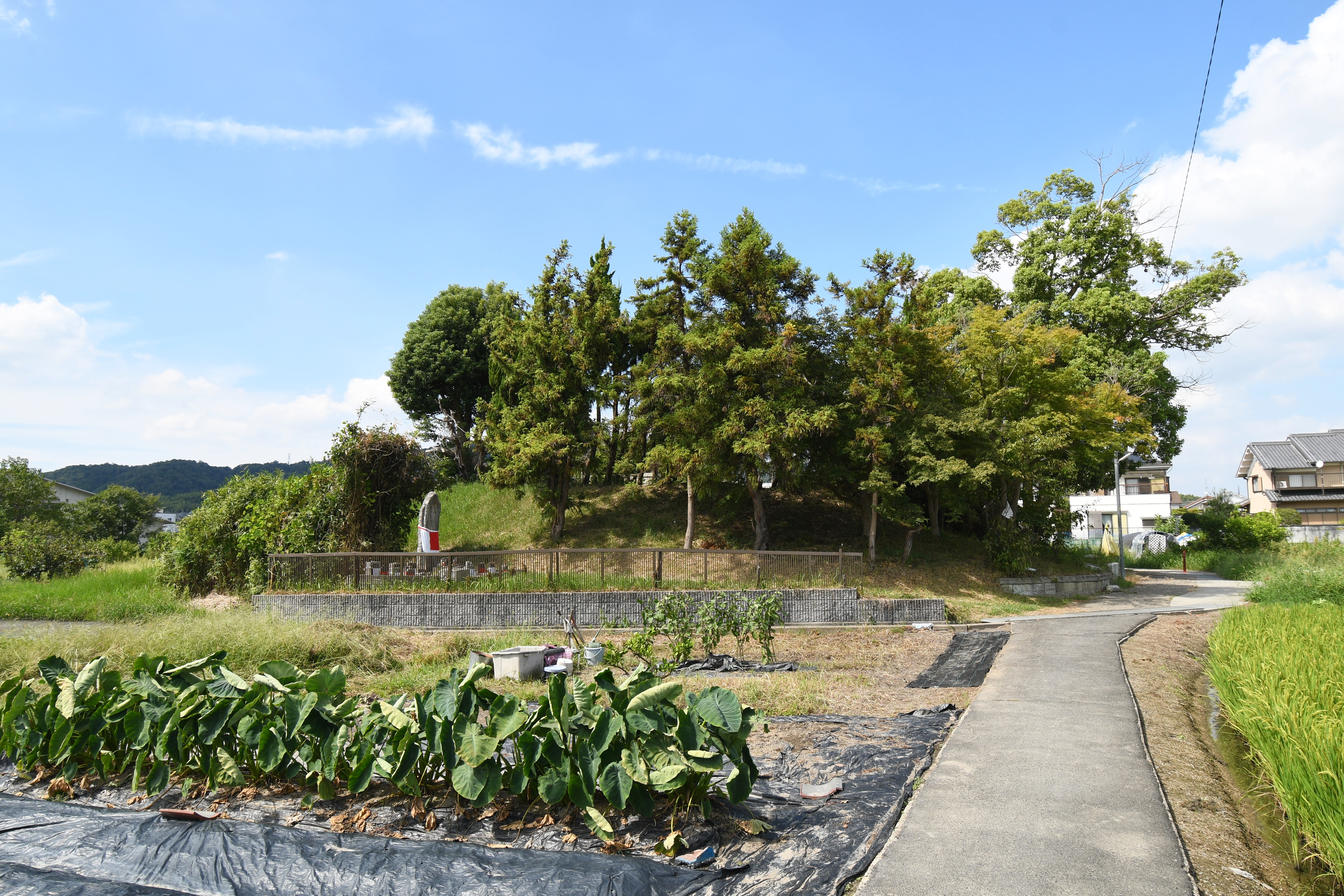
墳丘（南側）
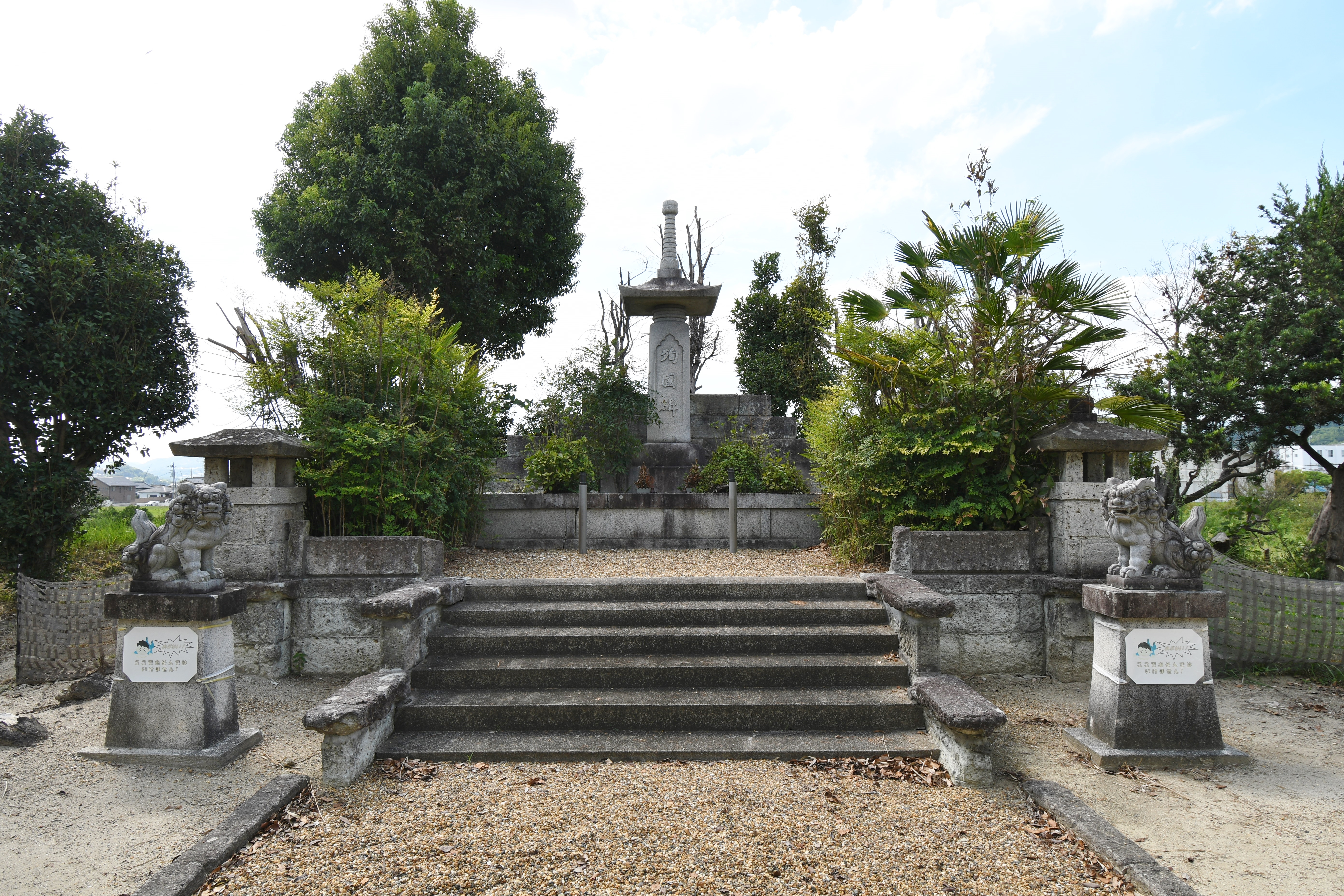
墳頂部の忠霊碑

  - 『斑鳩大塚古墳発掘調査報告書II』奈良大学文学部文化財学科〈奈良大学考古学研究調査報告書第20冊〉、2016年。 - リンクは奈良文化財研究所「全国文化財総覧」。
  - 『斑鳩大塚古墳発掘調査報告書III』奈良大学文学部文化財学科〈奈良大学考古学研究調査報告書第21冊〉、2017年。 - リンクは奈良文化財研究所「全国文化財総覧」。
  - 『斑鳩大塚古墳発掘調査報告書IV』奈良大学文学部文化財学科〈奈良大学考古学研究調査報告書第22冊〉、2018年。 - リンクは奈良文化財研究所「全国文化財総覧」。
- その他
  - 梅澤あゆみ・清水早織・中村真「斑鳩大塚古墳測量調査報告」『文化財学報』第32巻、奈良大学文学部文化財学科、2014年3月、1-8頁。 - リンクは奈良大学リポジトリ。
  - 豊島直博「斑鳩大塚古墳の発掘調査」『奈良大学紀要』第44号、奈良大学、2016年3月、93-98頁。 - リンクは奈良大学リポジトリ。
  - 『奈良大学の考古力 -奈良県斑鳩大塚古墳と栃木県中根八幡遺跡（縄文）の調査-』奈良大学博物館〈奈良大学博物館平成29年度企画展〉、2017年。